# Larry Legault
 (mars 2012).
Si vous disposez d'ouvrages ou d'articles de référence ou si vous connaissez des sites web de qualité traitant du thème abordé ici, merci de compléter l'article en donnant les références utiles à sa vérifiabilité et en les liant à la section « Notes et références ».
Larry Legault est un entraîneur canadien de football américain

## Biographie
Il a été l’entraîneur des Argonautes d'Aix-en-Provence de 1990 à 1993, les menant au titre de champion de France en 1990, 1991 et 1992.
En 2005, il prend la direction des Blacks Panthers de Thonon et assume également le poste de directeur technique de l'équipe.
Aujourd'hui il assume la fonction de directeur technique au sein des Geneva Seahawks et assure l'entrainement des seniors.
Il a également été l'entraîneur de l'Équipe de France de football américain.
Avant de venir en Europe, Legault a été entraîneur dans la ligue AAA Cégep où il a coordonné au Collège Vanier et au Cégep du Vieux Montréal. De 1997 jusqu'en 2003, il fut entraîneur à l'Université Bishop's, au Québec, Canada. Il a également effectué un passage à l'Université Mount Allison à Sackville, au Nouveau-Brunswick, Canada.